# Niwa Mitsushige
Niwa Mitsushige (丹羽光重?  8 de abril de 1622-18 de mayo de 1701) fue un samurái japonés del período Edo, el segundo daimio Niwa del dominio de Shirakawa y el primer daimio Niwa del dominio de Nihonmatsu en la región de Tōhoku, en Japón. Fue el segundo jefe hereditario del clan Niwa. Su título de cortesía era Saikyō-no-daifu, y su rango en la corte era Cuarto Rango Menor, Grado Inferior.

## Biografía
Mitsushige fue el tercer hijo de Niwa Nagashige, daimio del dominio de Shirakawa. Su nombre de infancia fue Miyamatsu-maru (鍋太郎?). Como sus dos hermanos mayores murieron a temprana edad, fue nombrado heredero en 1628. En 1634, fue recibido en una audiencia formal por el shōgun Tokugawa Iemitsu, recibió un kanji del nombre de Iemitsu, convirtiéndose en Niwa Mitsushige, junto con el título de cortesía de Saikyō-no-suke y Quinto Rango Menor, Grado Inferior. Al morir su padre en 1637, se convirtió en daimio del dominio de Shirakawa. Cinco años más tarde, en 1642, su rango en la corte fue elevado a Cuarto Rango Menor, Grado Inferior.
En 1643, el shogunato Tokugawa ordenó al clan Niwa trasladarse a Nihonmatsu. Al entrar en el castillo de Nihonmatsu en 1644, Mitsushige se embarcó inmediatamente en un programa para mejorar las carreteras y reconstruir el jōkamachi circundante. Mitsushige también fue conocido como un mecenas de las artes, favoreció especialmente la rama Sekishū de la ceremonia del té japonesa junto con el ikebana y la caligrafía japonesa. Instituyó el Festival de los Faroles Nihonmatsu en 1664. Fue pintor, se formó en la escuela Kanō, utilizando el seudónimo Gyokuhō (玉峰?). También invitó a sacerdotes destacados del monte Kōya y Manpuku-ji a sus dominios para establecer templos budistas. En 1658, obtuvo el título de cortesía adicional de chambelán. Se retiró de la vida pública en 1679, entregando el dominio a su hijo mayor Niwa Nagatsugu. Murió en 1701.